# Naturschutzgebiet Schwingetal und Peenewiesen bei Trantow

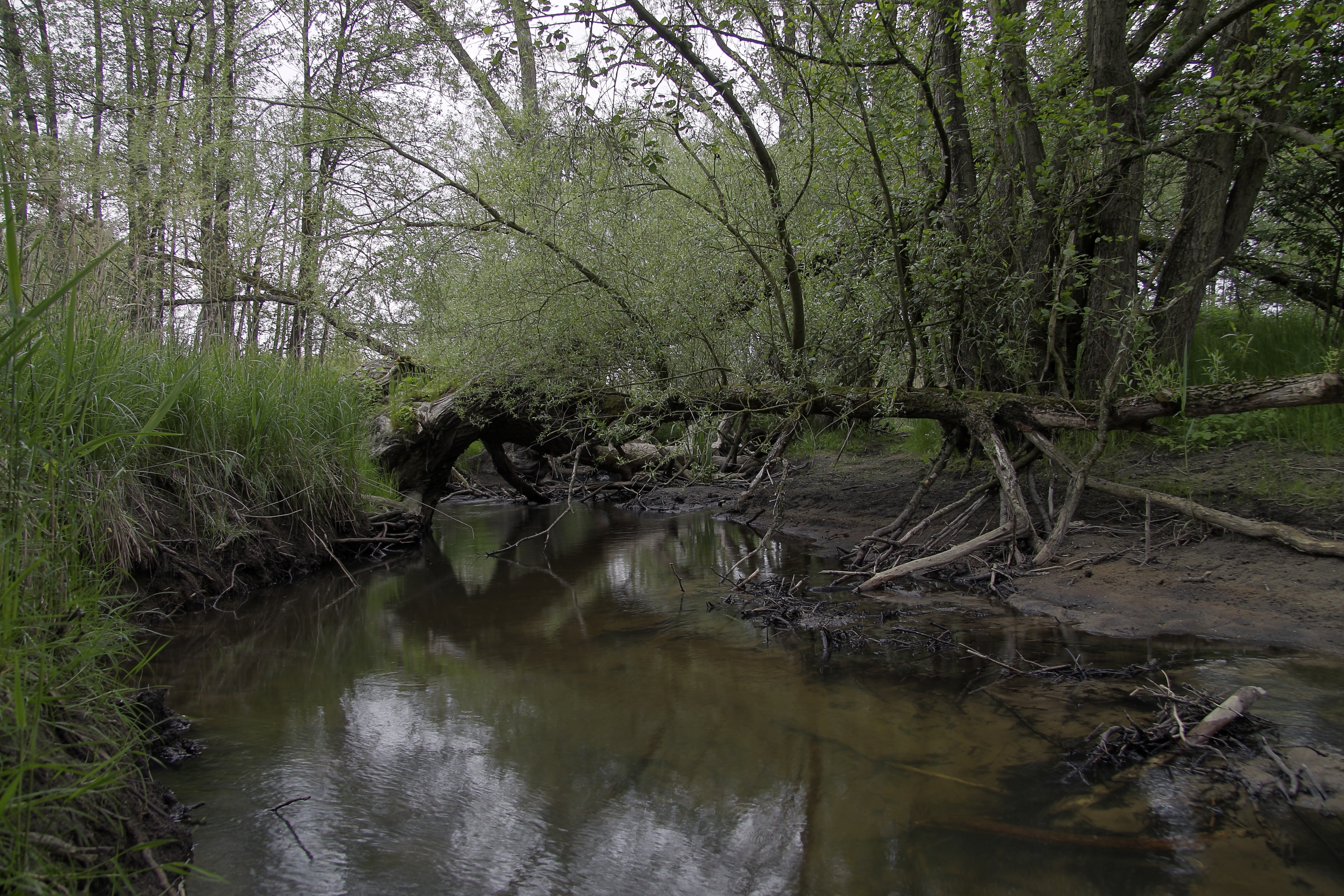
Schwinge mit Prallhang (links) und Gleithang (rechts)

Das Naturschutzgebiet Schwingetal und Peenewiesen bei Trantow ist ein Naturschutzgebiet in Mecklenburg-Vorpommern unweit östlich der Stadt Loitz. Es wurde am 19. Oktober 1990 ausgewiesen und umfasst eine Fläche von 580 Hektar. Mit der Unterschutzstellung sollen ein naturbelassener Bachlauf sowie Teile des Talmoores der Peenewiesen geschützt und erhalten werden. Der Gebietszustand wird als gut angesehen, wobei der nahe gelegene Kiesabbau und Ausbau- und Unterhaltungsarbeiten am Bach sich negativ auf den hydrologischen Zustand auswirken können. Das Gebiet ist nicht durch Wanderwege erschlossen. Der umfangreiche Ausbau einer Straße von Trantow nach Treuen im Jahr 2009 wurde vom BUND stark kritisiert.

## Historie
Das Schwingetal entstand vor über 10.000 Jahren als Erosionstal der endenden letzten Eiszeit. In den folgenden Jahrtausenden schnitt sich der Bach mehrere Meter tief in die umliegenden Flächen ein und bildete Mäander, Inseln, Prall- und Gleithänge aus. Großsteingräber östlich von Loitz weisen auf eine Besiedlung bereits vor 4.500 Jahren hin. Die Slawen siedelten vom 6. bis zum 8. Jahrhundert im Gebiet. Deutsche Siedler rodeten ab dem 13. Jahrhundert in großem Umfang Waldflächen auf den höher gelegenen Moränenflächen. Die Schwinge wurde für den Betrieb von Wassermühlen angestaut. Auf den Schwedischen Matrikelkarten zeigt sich im Jahr 1682 ein beweidetes Talmoor. Die Torfstiche im Bereich der Peenewiesen wurden in den Jahren 1840 bis 1890 angelegt. Heutige Nutzung beschränkt sich auf Beweidung der Talhänge mit Gotlandschafen.

Schwingetal
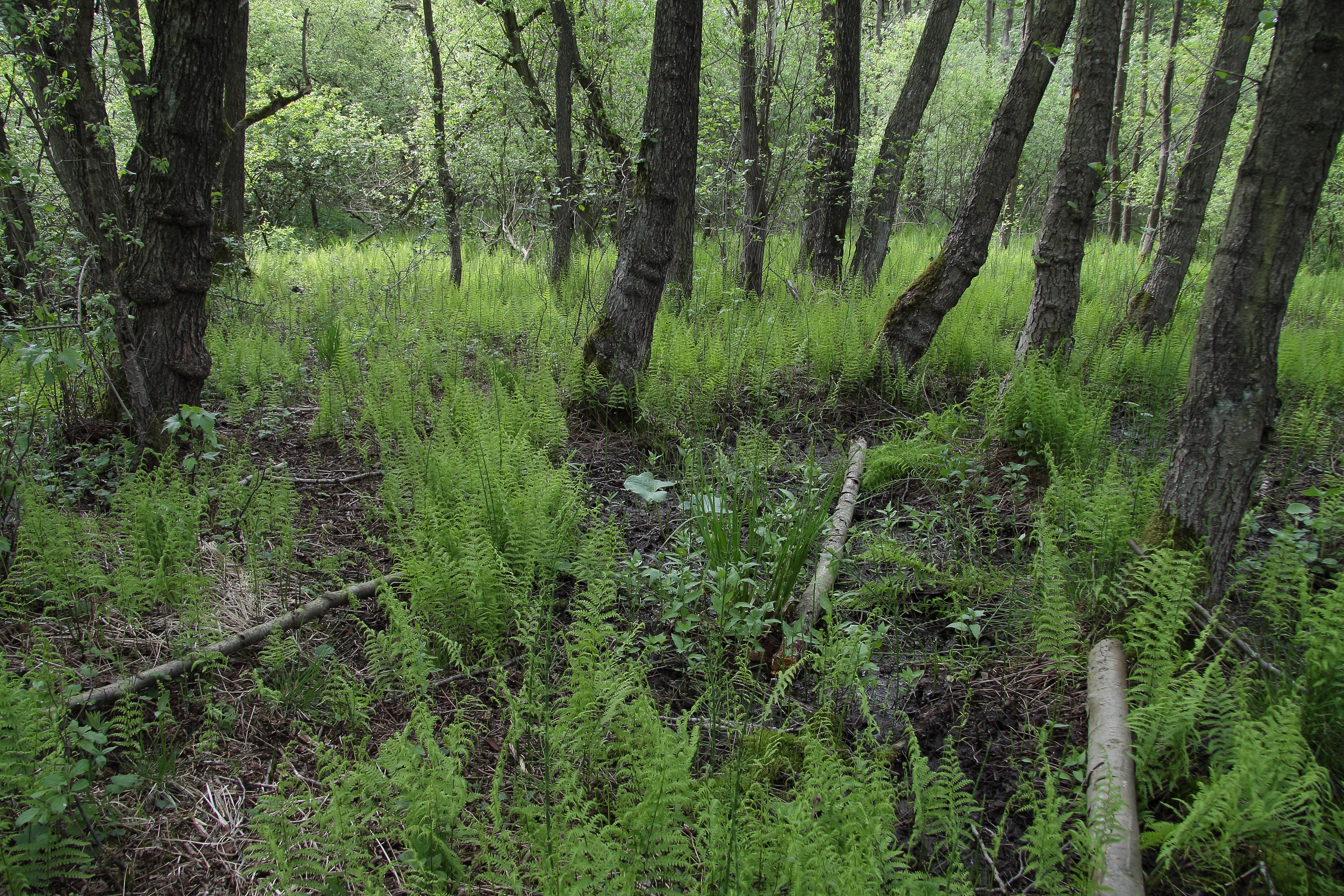
Bruchwald
Peenewiesen bei Trantow

## Pflanzen- und Tierwelt
Im Bereich der Schwinge finden sich Reste der ursprünglichen Feuchtwiesen, die Arten wie Schlangenknöterich, Sumpf-Pippau und Wald-Engelwurz beherbergen. Auf den weniger feuchten Stellen stocken bachbegleitend Erlen-Eschenbrüche. Quellnasse Bereiche sind waldfrei und mit Röhrichten und Hochstaudenfluren bestanden. Im Bereich des Peenetals finden sich umfangreichere und weitgehend intakte Feuchtwiesen mit Pfeifengras, Kriechhahnenfuss und Kohldistel. 
Zahlreiche Libellenarten können beobachtet werden, darunter die Blauflügel-Prachtlibelle und die Kleine Moosjungfer. Weitere Insektenarten sind Schwalbenschwanz, Kaisermantel und die vom Aussterben bedrohten Arten Goldener Scheckenfalter, Übersehener Scheckenfalter, Randring-Perlmuttfalter. Das Gebiet bietet Lebensraum für zahlreiche Amphibienarten, wie Erd-, Knoblauch-, Kreuz- und Wechselkröte sowie Rotbauchunke, Teichmolch, Ringelnatter, Zaun- und Waldeidechse. Brutvögel im Gebiet sind Eisvogel, Bekassine, Blaukehlchen, Wachtelkönig, Tüpfelralle und Wiesenweihe. Bemerkenswert sind auch Biber und Fischotter. An Fischarten in der Schwinge sind Schmerle, Neunstachliger Stichling, Hecht, Steinbeißer, Plötze, Schlei und Flussbarsch nachgewiesen.

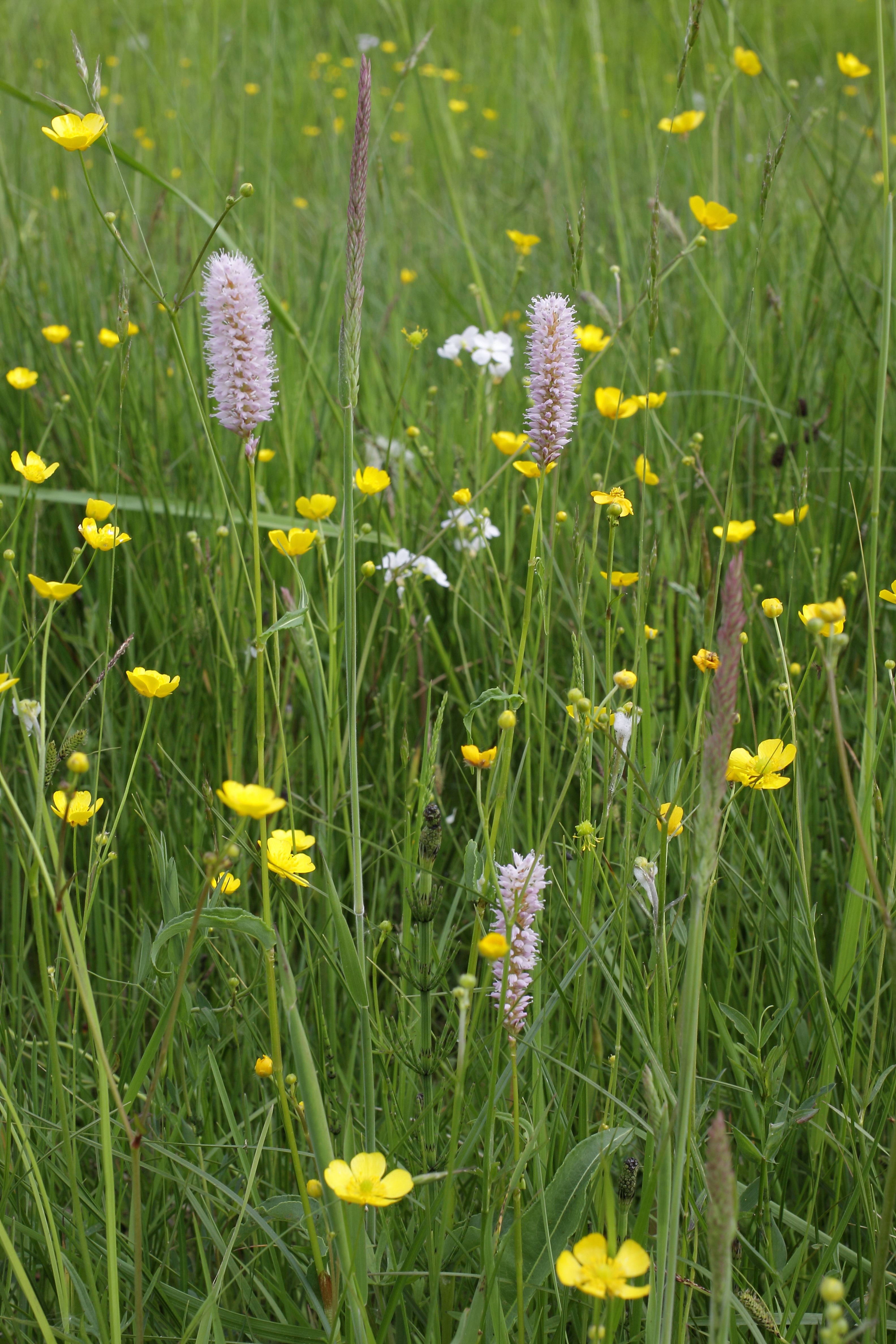
Typische Feuchtwiesenpflanzen im Naturschutzgebiet (mit Schlangen-Knöterich)
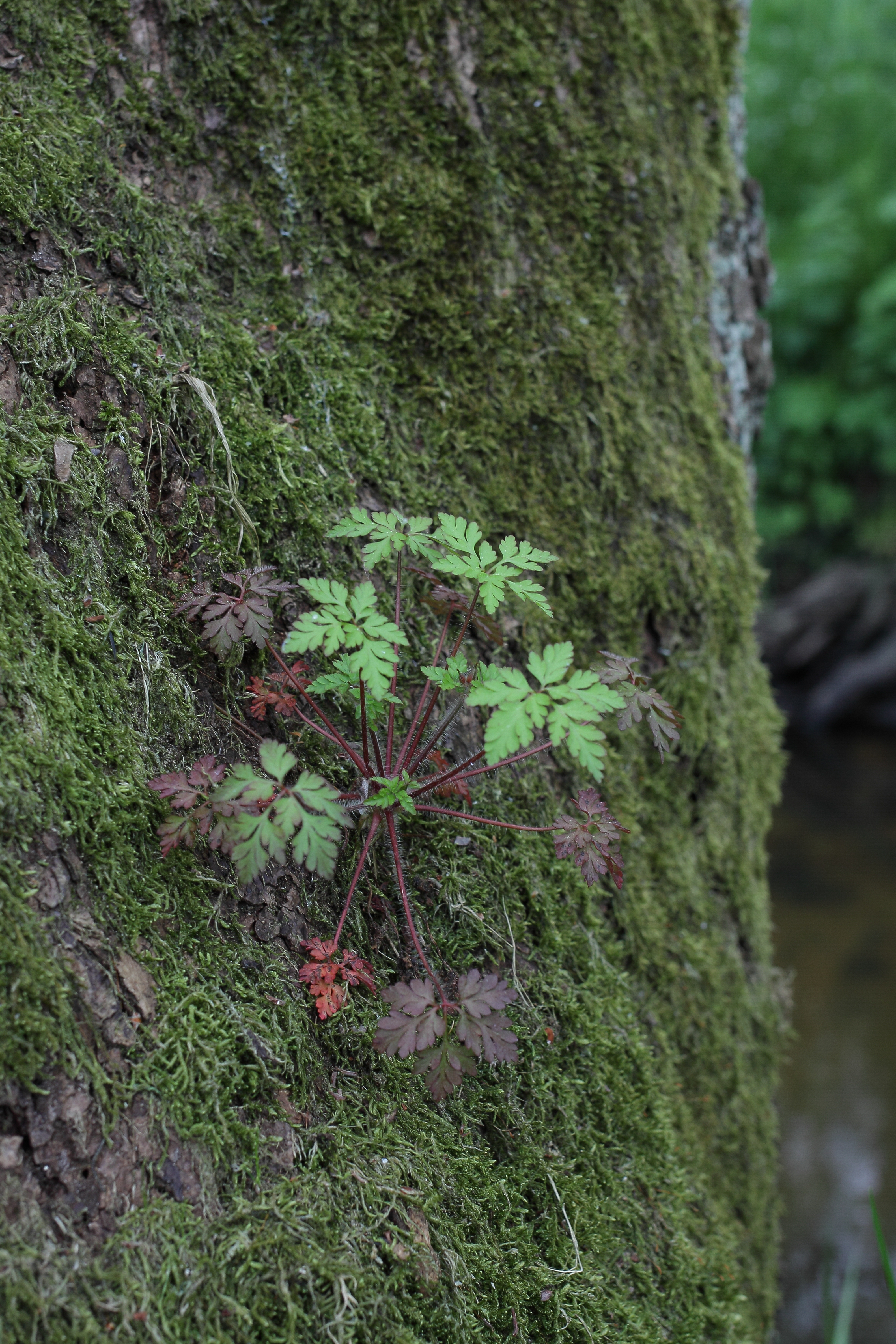
Epiphyten im Schwingetal
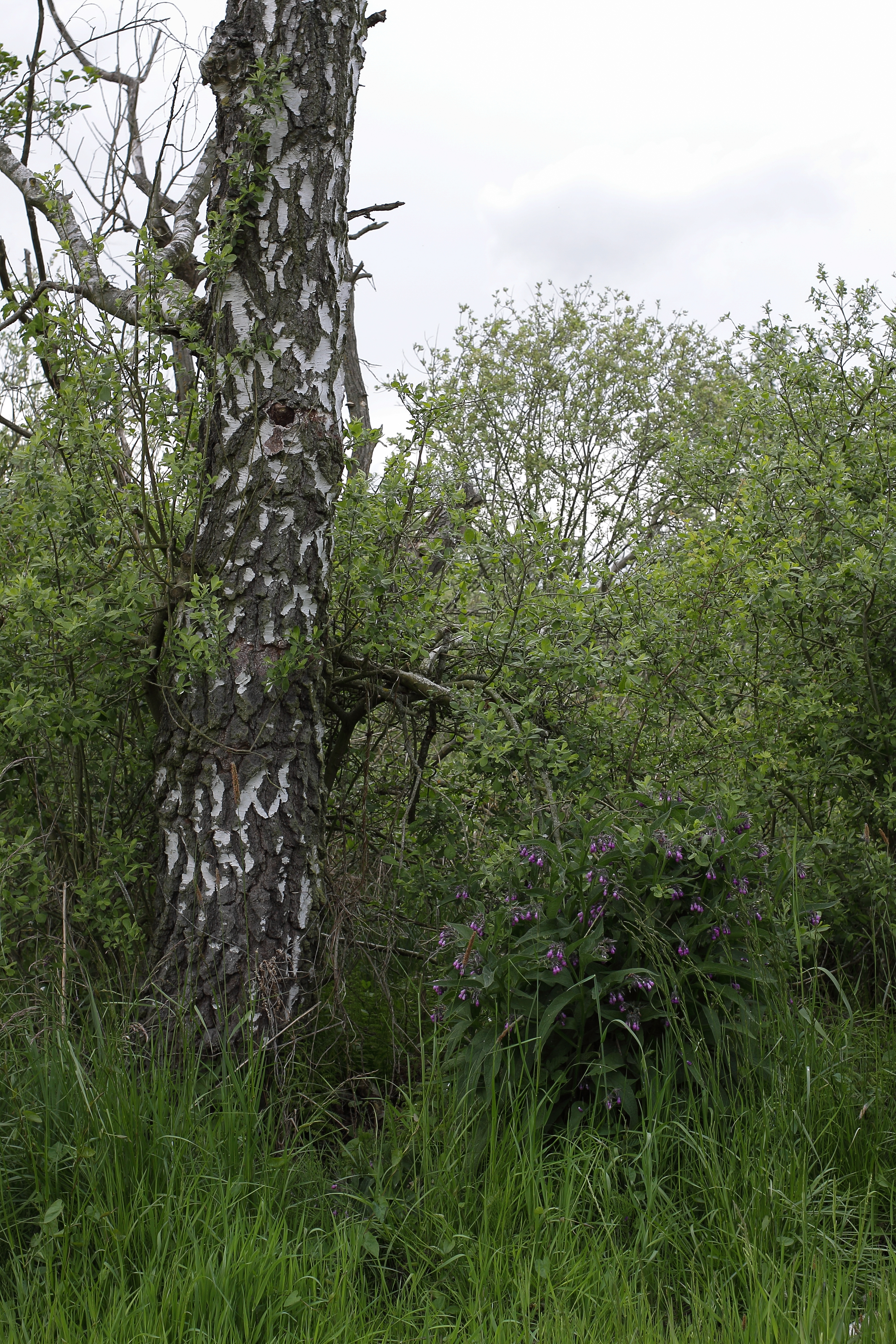
Beinwell kommt in dem Bereich der Peenewiesen oft vor
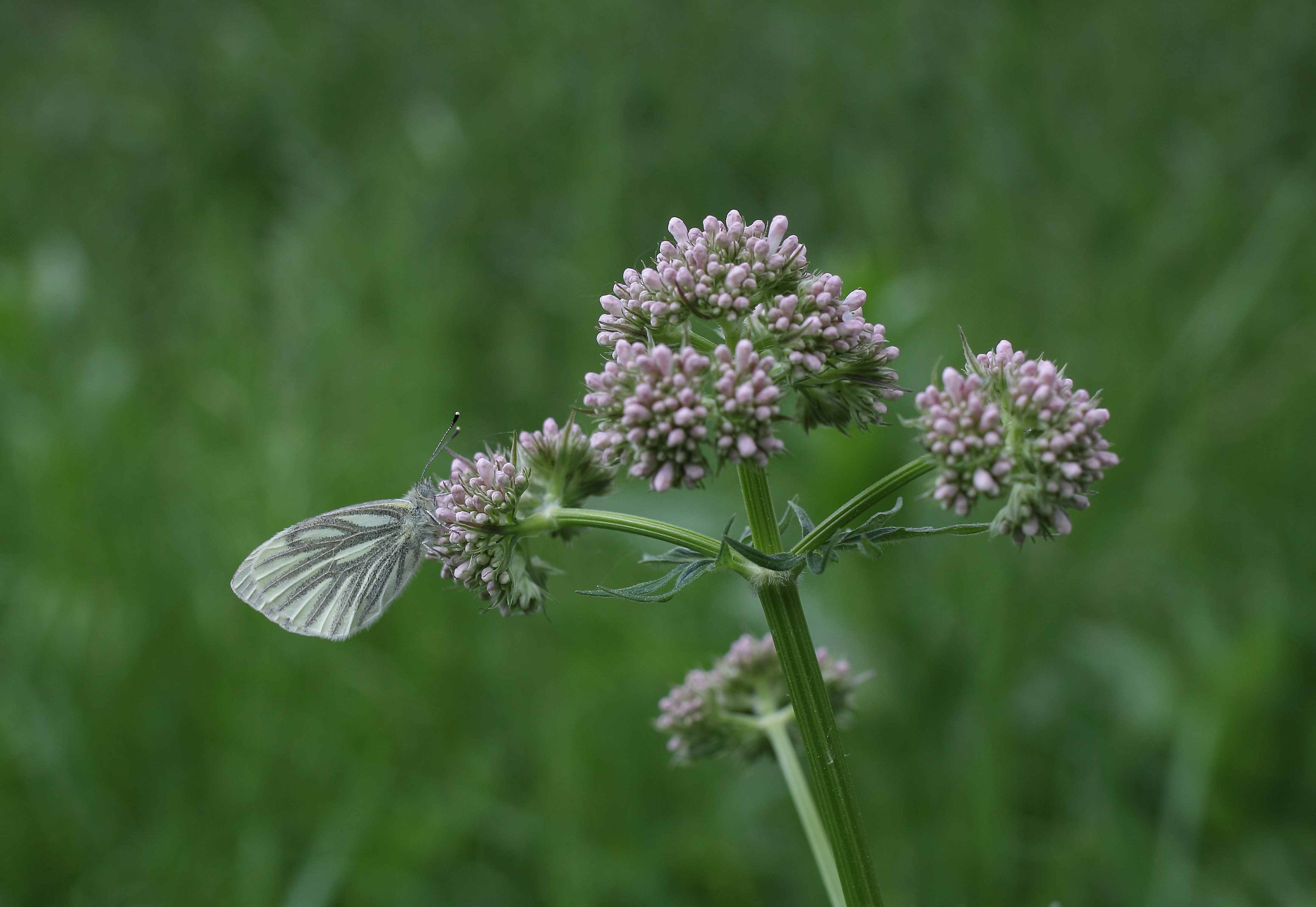
Baldrian und Rapsweißling im Bereich des Schwingetals
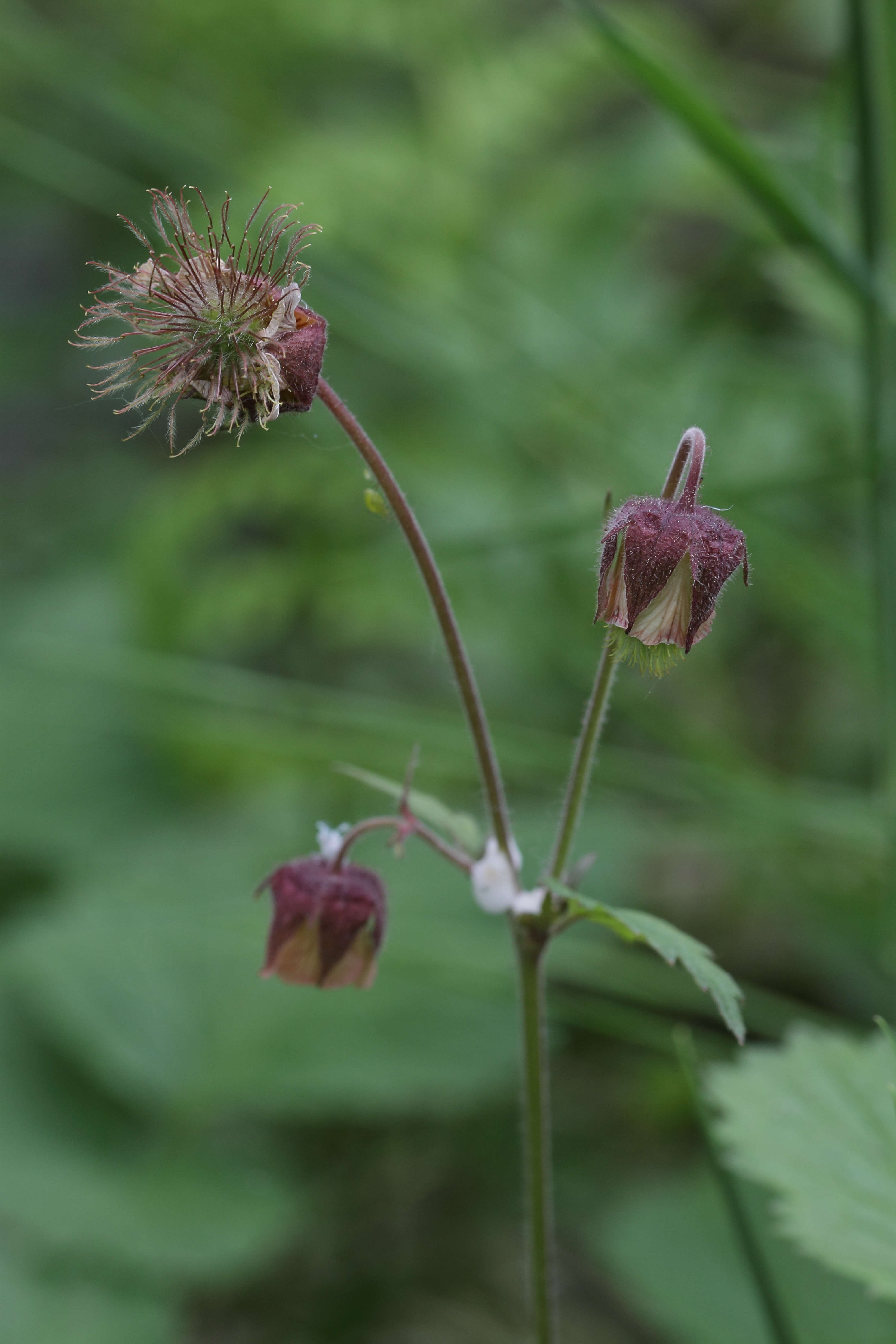
Bach-Nelkenwurz in den Peenewiesen
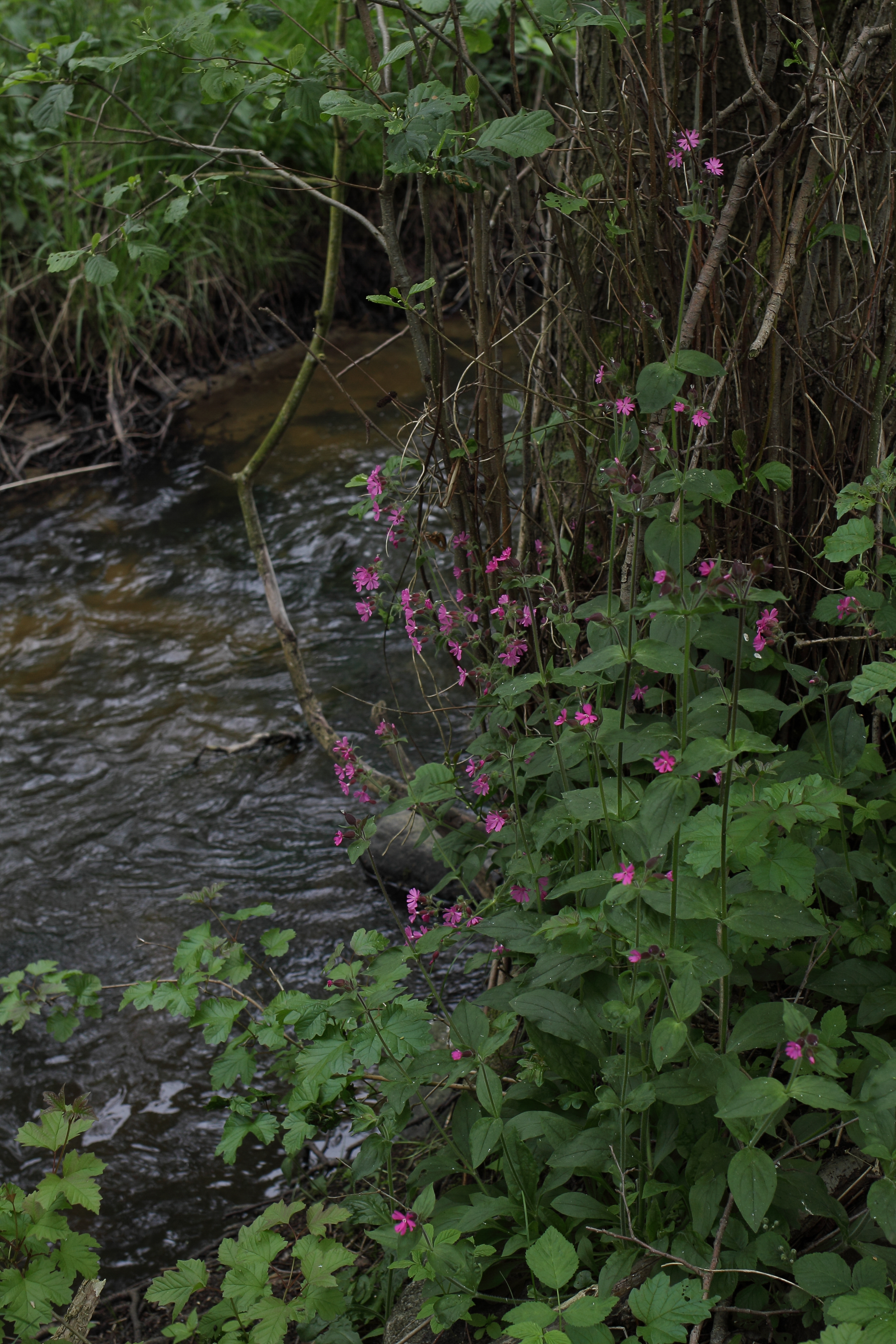
Rote Lichtnelke am Ufer der Schwinge